# Welland (fiume)
Il Welland è un fiume che scorre nell'Inghilterra orientale.

## Percorso
Il Welland nasce sulle Hothorpe Hills, vicino al villaggio di Sibbertoft, nel Northamptonshire. Scorre verso nord-est attraversando le cittadine di Market Harborough, Stamford e Spalding per sfociare poi nell'estuario del Wash a nord del villaggio di Fosdyke, nel Lincolnshire.